# Volkswagen Challenger 1997
Il Volkswagen Challenger 1997 è stato un torneo di tennis facente parte della categoria ATP Challenger Series nell'ambito dell'ATP Challenger Series 1997. Il torneo si è giocato a Wolfsburg in Germania dal 3 al 9 febbraio 1997 su campi in sintetico indoor.

## Vincitori

### Singolare
Jens Knippschild ha battuto in finale  Arne Thoms con il punteggio di 6–4, 6–3

### Doppio
Nicola Bruno /  Laurence Tieleman hanno battuto in finale  Henrik Holm /  Nils Holm con il punteggio di 7–6, 6–4